# Сульфид трититана
Сульфи́д тритита́на — бинарное неорганическое соединение
титана и серы
с формулой Ti3S,
кристаллы.

## Получение
- Нагревание стехиометрической смеси чистых веществ:

{\displaystyle {\mathsf {3Ti+S\ {\xrightarrow {1305^{o}C}}\ Ti_{3}S}}}

## Физические свойства
Сульфид трититана образует кристаллы
тетрагональной сингонии, параметры ячейки a = 0,9978 нм, c = 0,490 нм, Z = 8
.
Соединение образуется по перитектической реакции при температуре 1305 °C.